# دليله (مقدمة برامج إذاعية)
دليله (بالإنجليزية: Delilah Rene)‏ هي مقدمة برامج إذاعية أمريكية، ولدت في 15 فبراير 1958 في نورث بيند في الولايات المتحدة.

## وصلات خارجية
- الموقع الرسمي